# ستيفن كريستوفر باركر
ستيفن كريستوفر باركر (بالإنجليزية: Steven Christopher Parker)‏ هو ممثل أمريكي، ولد في 8 يناير 1989 في ليتلتون في الولايات المتحدة.

## وصلات خارجية
- ستيفن كريستوفر باركر على موقع IMDb (الإنجليزية)
- ستيفن كريستوفر باركر على موقع ألو سيني (الفرنسية)
- ستيفن كريستوفر باركر على موقع أول موفي (الإنجليزية)
- ستيفن كريستوفر باركر على موقع قاعدة بيانات الأفلام السويدية (السويدية)
- ستيفن كريستوفر باركر على موقع قاعدة بيانات الفيلم (الإنجليزية)
- ستيفن كريستوفر باركر على موقع كينوبويسك (الروسية)